# Maria Hrabowska

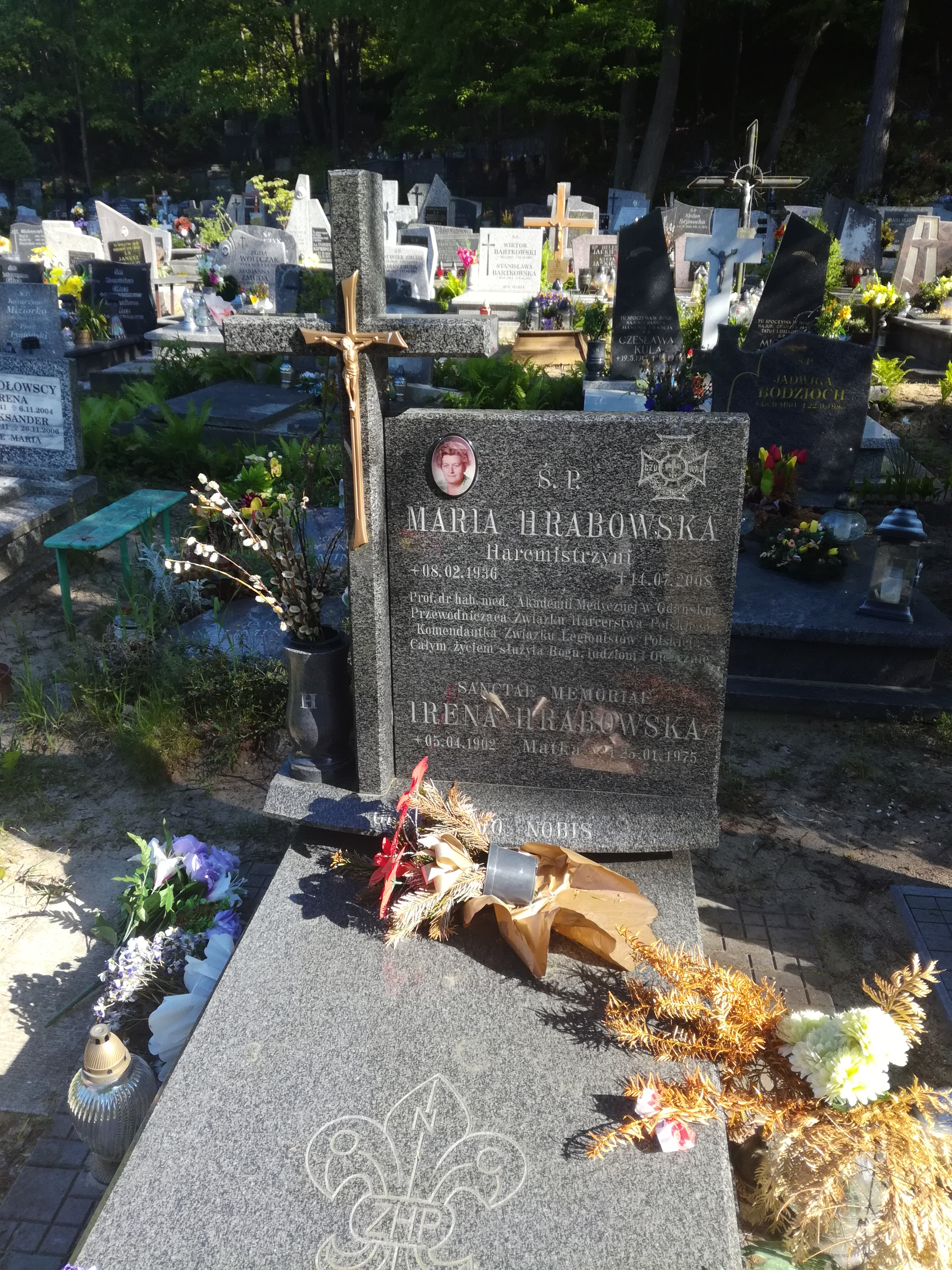
Grób Marii Hrabowskiej na cmentarzu Witomińskim w Gdyni

Maria Hrabowska (ur. 8 lutego 1936 w Poznaniu, zm. 14 lipca 2008 w Gdańsku) – prof. dr hab. n. med., patomorfolog, immunolog Akademii Medycznej w Gdańsku, członek NSZZ „Solidarność”, instruktorka Związku Harcerstwa Polskiego w stopniu harcmistrzyni, Przewodnicząca ZHP (1996–2001).

## Medycyna
Maria Hrabowska była kierownikiem Samodzielnej Pracowni Patomorfologii Klinicznej Instytutu Położnictwa i Chorób Kobiecych Akademii Medycznej w Gdańsku. 31 marca 1993 uzyskała tytuł profesora nauk medycznych.

## Harcerstwo
Maria Hrabowska urodziła się w rodzinie oficera Wojska Polskiego, który poległ we wrześniu 1939 roku. Po wojnie wraz z matką mieszkała w Gdyni. Wstąpiła do harcerstwa mając 11 lat.
W 1957 roku jako studentka Akademii Medycznej uczestniczyła w reaktywowanie harcerstwa w Gdańsku, prowadziła drużynę harcerek, działała w kręgu starszoharcerskim „Westerplatte”. W 1959 roku została podharcmistrzynią w kręgu akademickim Akademii Medycznej w Gdańsku. Była ostatnią komendantką Hufca Harcerek Gdańsk-Śródmieście, rozwiązanego w 1961 roku. Po wprowadzeniu w ZHP nowego systemu stopni i sprawności harcerskich według projektu Jacka Kuronia, zrywającego z tradycyjną metodyką harcerską, na prawie 20 lat zrezygnowała z działalności w harcerstwie i poświęciła się pracy naukowej.
W latach 1972–1975 Maria Hrabowska systematycznie odwiedzała chorego Józefa Grzesiaka „Czarnego”, była jego lekarzem.
Wróciła do harcerstwa w 1980 roku, wstępując do Kręgu im. Andrzeja Małkowskiego w Gdańsku, była zastępczynią komendanta kręgu. Działała w Kręgu Seniorów „Korzenie”, prowadziła szkolenia drużynowych, pomagała prowadzić obozy harcerskie. W 1982 roku została harcmistrzynią, a w 1990 roku przewodniczącą Naczelnego Sądu Harcerskiego. Z jej inicjatywy stworzono przy nim Harcerski Rejestr Represjonowanych. Współtworzyła program wychowania zdrowotnego w ZHP.
Od 1993 roku była wiceprzewodniczącą Związku Harcerstwa Polskiego, a po śmierci Stefana Mirowskiego, w latach 1996–2001, pełniła funkcję Przewodniczącej ZHP.
W wyborach parlamentarnych w 1993 roku kandydowała do Senatu z Komitetu Wyborczego „Służba Dziecku” w Gdańsku.
Była aktywnym członkiem NSZZ „Solidarność”. Zaangażowała się też w działalność Związku Legionistów Polskich, gdzie pełniła funkcję komendantki Okręgu Północnego. Współpracowała z Muzeum Czynu Niepodległościowego w Krakowie.
Pochowana na cmentarzu Witomińskim w Gdyni (kwatera 55-32-34a).

## Odznaczenia
- Krzyż Oficerski Orderu Odrodzenia Polski (17 grudnia 2007)[2]
- Krzyż Kawalerski Orderu Odrodzenia Polski (16 maja 2001)[3]
- Złoty Krzyż Zasługi – dwukrotnie[4]
- Srebrny Medal Opiekuna Miejsc Pamięci Narodowej
- Srebrny Medal Virtuti Civili
- Srebrna Odznaka II RP Za Wierną Służbę
- Srebrny Medal Zasług Fundacji „Straż Mogił Polskich Bohaterów”
- Medal „Zasłużony Akademii Medycznej w Gdańsku”
- Medal 1000-lecia Miasta Gdańska